# Marguerite d'Angleterre (1275-1333)
Pour les articles homonymes, voir Marguerite d'Angleterre (homonymie).
Titre
Duchesse consort de Brabant, de Basse-Lotharingie et de Limbourg
3 mai 1294 – 27 octobre 1312
(18 ans, 5 mois et 24 jours)
Marguerite d'Angleterre, née le 15 mars 1275 au château de Windsor et morte après 1333, est une princesse anglaise, fille du roi Édouard Ier d'Angleterre et d'Éléonore de Castille. Fiancée par son père dès le plus jeune âge au futur Jean II de Brabant, elle l'épouse en 1290 et devient quatre ans plus tard duchesse consort de Brabant. Après avoir refusé de quitter sa terre natale, elle rejoint son époux en Brabant en 1297.
Si le mariage de Marguerite et de Jean n'est guère fructueux, l'alliance diplomatique qui l'accompagne est cependant respectée et couronnée de succès lors de la guerre franco-anglaise de 1294-1298. Après le décès prématuré de son époux en 1312, Marguerite mène une existence discrète sous le règne de son fils Jean III de Brabant. Elle meurt après 1333 et est la dernière fille d'Édouard Ier à mourir.

## Biographie

### Naissance et fiançailles
Marguerite est la septième fille d'Édouard Ier d'Angleterre et de sa première épouse Éléonore de Castille, et la troisième à survivre à la petite enfance après ses sœurs aînées Aliénor et Jeanne. Elle voit le jour le 15 mars 1275 au château de Windsor. Les historiens se sont, dans le passé, mépris sur son identité et l'ont appelée par erreur Isabelle, alors qu'Édouard Ier n'a jamais eu de fille prénommée ainsi. En outre, la date de naissance du 11 septembre 1275 longtemps citée par les spécialistes est erronée : courant mai 1276, Éléonore de Castille donne naissance à son enfant suivant, une fille prénommée Bérengère.
Dès son plus jeune âge, en 1278, Marguerite est fiancée à Jean, le fils et héritier du duc Jean Ier de Brabant. Édouard Ier et Jean Ier sont très favorables à cette alliance matrimoniale : Édouard promet à Jean que si Marguerite ne peut épouser le jeune Jean, une de ses sœurs aînées la remplacera, tandis que Jean Ier promet au roi d'Angleterre la somme de 40 000 livres tournois, soit 10 000 livres sterling, si le mariage n'a pas lieu. Le jeune Jean de Brabant se rend en Angleterre en 1284 pour y être éduqué à la cour de son futur beau-père. Il y côtoie le frère de Marguerite, le futur Édouard II, ainsi que Thomas et Henri de Lancastre, les neveux du roi.
Le jeune Jean de Brabant semble avoir particulièrement apprécié son séjour en Angleterre et souhaité ardemment convoler avec sa future épouse. Vers 1285, alors qu'il n'est âgé que de dix ans tout au plus, il écrit au roi Édouard Ier : « Cher Sire, je vous prie de bien vouloir prendre conseil pour que je puisse me marier bientôt, comme je le désire vivement. Ordonnez-moi à votre volonté en tant que votre fils ». Jean est décrit par un chroniqueur anglais contemporain comme un jeune homme « robuste, beau, gracieux et bien fait ». Il n'existe en revanche aucune description similaire de sa fiancée Marguerite, dont l'enfance reste obscure, tout comme celle de ses sœurs. Édouard Ier n'accède pas immédiatement à la requête de son futur gendre et attend l'été 1290, date à laquelle Marguerite et Jean ont respectivement quinze et quatorze ans, pour organiser le mariage. Le 2 juillet 1290, les promesses de mariage sont enfin échangées à Havering.

### Mariage
Le mariage de Marguerite et de Jean de Brabant est célébré le 8 juillet suivant à l'abbaye de Westminster. La cérémonie se révèle magnifique et somptueuse. La suite de Jean se compose de 80 chevaliers et de 60 dames vêtus de costumes du Brabant. Le futur Édouard II assiste lui-même aux noces avec une retenue de 80 chevaliers, tandis que Gilbert de Clare, 7e comte de Gloucester et 6e comte de Hertford, est accompagné de 103 chevaliers et de 60 dames. 700 chevaliers et 1 000 citoyens de Londres prennent part à la procession, pendant laquelle de nombreux chevaliers en armure et des dames richement habillées chantent au passage du couple, et les invités sont divertis par 400 ménestrels et musiciens. La famille royale change d'habits à trois reprises au cours de la journée. Un fastueux banquet tenu à Westminster Hall vient couronner la cérémonie, au cours duquel le cuisinier personnel du prince Édouard présente une réplique comestible du bâtiment.
Dans des lettres ultérieures adressées à Jean Ier de Brabant, Édouard Ier qualifie généralement le nouveau couple selon la forme suivante : « Jean, votre fils et le nôtre, et son épouse Marguerite, notre fille et la vôtre ». L'année de leur mariage, les jeunes mariés envoient une lettre au roi Édouard, l'informant qu'ils utilisent le sceau de Jean et celui de la reine Éléonore de Castille, car le propre sceau de Marguerite « n'est pas bien connu ». Après 1290, le jeune Jean est fréquemment appelé « le fils du roi » et s'appelle lui-même « son fils [d'Édouard Ier] et fils du duc de Brabant », ce qui laisse penser qu'Édouard a entretenu de très bonnes relations avec son gendre. En 1292 et 1293, Jean réside souvent avec Thomas et Henri de Lancastre et visite souvent son beau-frère Édouard. Mais même s'ils sont alors âgés de dix-huit ans chacun, Marguerite et Jean résident séparément. Le couple visite apparemment ensemble le duché de Brabant pour la première fois en 1292.
En mars 1294, Marguerite et son frère Édouard sont pendant plusieurs semaines atteints de fièvre tierce, mais ils guérissent finalement. Le 3 mai suivant, le duc Jean Ier de Brabant meurt au cours d'un tournoi. L'époux de Marguerite devient immédiatement duc de Brabant sous le nom de Jean II et, dès la fin du mois de juin 1294, regagne son pays de natal depuis le port anglais de Harwich. Cependant, Marguerite reste en Angleterre à la cour de son père pendant plusieurs années et ne retrouve son mari qu'au début de l'année 1297,. Pendant cette période, elle réside principalement avec sa sœur Élisabeth et son frère Édouard. Finalement, peu après avoir épousé Élisabeth, le comte Jean Ier de Hollande retourne dans ses terres le 28 janvier 1297 accompagné de sa nouvelle belle-sœur Marguerite. Avant son départ, Marguerite reçoit plusieurs bijoux qu'elle rejette pourtant avec dédain, affirmant qu'ils « ne lui faisaient pas plaisir ».

### Vie ultérieure en Brabant et mort
Leur longue séparation pendant trois ans semble avoir affecté les relations entre Marguerite et son époux. Pendant son absence, Jean a engendré cinq enfants illégitimes, quatre fils prénommés tous Jean et une fille prénommée Jeanne. Il est toutefois possible que certains de ces enfants illégitimes soient nés après l'arrivée en Brabant de Marguerite. Dans son ouvrage Lives of the Princesses of England, l'historienne Mary Anne Everett Green affirme que Marguerite  a été, après avoir quitté l'Angleterre, « condamnée à la mortification d'être continuellement entourée des fils bâtards de son mari ». Le seul enfant du couple, un fils prénommé Jean, ne naît qu'à la fin de 1300. La nouvelle est en revanche accueillie avec joie en Angleterre : le messager apportant la nouvelle à la cour reçoit du roi Édouard Ier la somme de 100 marcs, de sa nouvelle épouse Marguerite de France 50 marcs, du prince Édouard 40 marcs et de la princesse Élisabeth 20 marcs, soit un total de 210 marcs.
Malgré les frictions entre Marguerite et son époux, leur mariage facilite néanmoins l'alliance anglo-brabançonne contre la France. Ainsi, Jean II tente au cours de la guerre franco-anglaise de 1294-1298 de conquérir certaines terres de Jean Ier de Hainaut, un allié du roi Philippe IV le Bel, même si son offensive se révèle infructueuse. En 1300, Marguerite accueille quelque temps sa sœur Élisabeth, veuve de son époux et qui rentre en Angleterre. Le 25 janvier 1308, Jean II et Marguerite se rendent à Boulogne, où ils assistent au mariage d'Édouard II avec Isabelle de France. Le couple ducal retourne ensuite en Angleterre afin de prendre part au couronnement du nouveau roi à l'abbaye de Westminster le 25 février suivant. Il s'agit vraisemblablement de la dernière visite de Marguerite dans sa terre natale. Pour autant, elle reste en contact avec son frère : en octobre 1311, Édouard II lui demande d'accueillir son favori Pierre Gaveston au cours de son exil.
Le 27 octobre 1312, Jean II de Brabant meurt, un mois après avoir signé la charte de Cortenbergh. Désormais veuve, Marguerite ne joue aucun rôle d'envergure sous la minorité puis le règne de son fils Jean III. Une chronique flamande du XIVe siècle affirme que Marguerite est morte en 1318, mais cette information est erronée, puisque Marguerite reçoit le 9 juin 1324 une lettre de son frère Édouard II. Lorsque son frère est déposé en 1327 par son épouse Isabelle et Roger Mortimer, l'amant de cette dernière, la cour de Marguerite en Brabant accueille jusqu'à l'éviction des amants en 1330 plusieurs de leurs opposants. On ignore la date de mort de Marguerite. La dernière preuve qu'elle est en vie date du 11 mars 1333, lorsqu'elle envoie une lettre à son neveu Édouard III. À cette date, elle est le dernier enfant d'Édouard Ier et d'Éléonore de Castille encore en vie. Elle est inhumée à la cathédrale Saints-Michel-et-Gudule de Bruxelles,.